# Leimbach (Adenau)
Pour les articles homonymes, voir Leimbach.
Leimbach est une municipalité allemande située dans le land de Rhénanie-Palatinat et l'arrondissement d'Ahrweiler.

## Source
- (de) Cet article est partiellement ou en totalité issu de l’article de Wikipédia en allemand intitulé « Leimbach (bei Adenau) » (voir la liste des auteurs).